# Олд Бойз
«Олд Бойз» (нім. Basler Sportclub Old Boys) — швейцарський футбольний клуб з міста Базель, заснований 1894 року. Домашні матчі проводить на стадіоні «Шютценматте». Крім футбольної секції є плавальне, легкоатлетичне і тенісне відділення. Вихованцем останнього є один з найбільших тенісистів сучасності Роджер Федерер.

## Історія
У 1893 році в місцевій базельській школі була створена футбольна секція, де грали місцеві хлопчаки. Коли вони закінчили школу, вони більше не могли бути учасниками гуртка, тому в 1894 році вони заснували власний футбольний клуб. Оскільки хлопці заснували клуб, тому що вони стали занадто старими для шкільного клубу, вони назвали новий клуб «Старими хлопцями» (англ. Old Boys). 

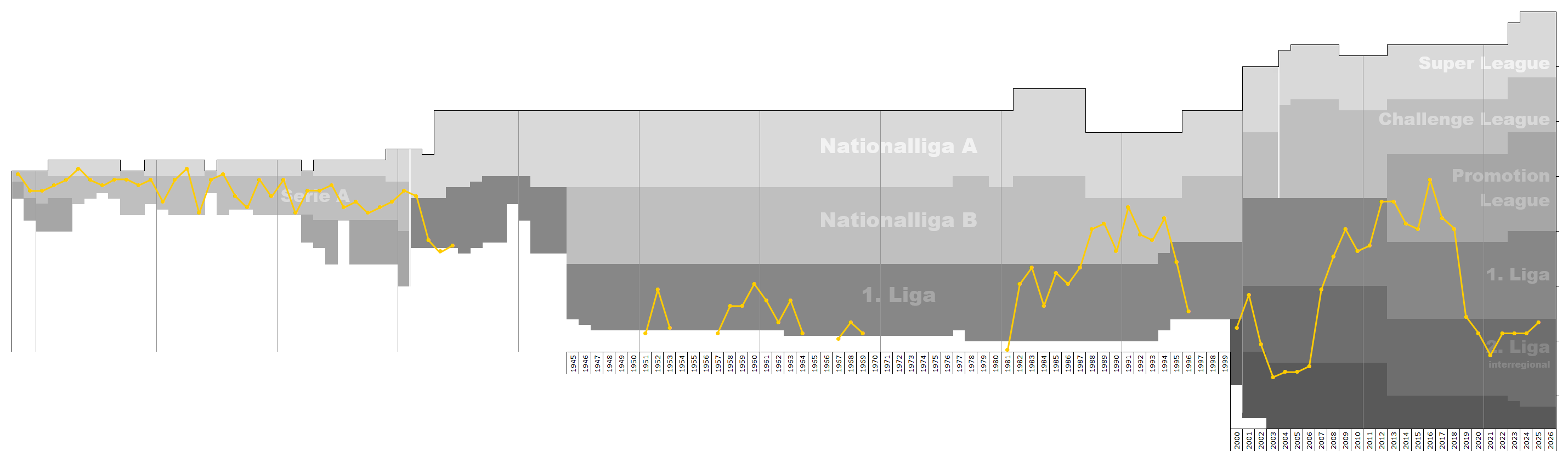
Статистика виступів клубу у чемпіонатах Швейцарії.

Через кілька років, у 1897 році, на противагу «Олд Бойз» брати Оскар і Макс Шваби, а також ще два студенти Бернського університету Герман Бауер і Франц Керлі заснували власну команду й назвали її «Янг Бойз», після перегляду футбольного матчу між «Берном» і командою «Олд Бойз». Саме ця команда, яка взяла навіть «жовто-чорні» кольори «Олд Бойза», стала більш відомою та титулованою.
«Олд Бойз» же дебютував у вищому дивізіоні Швейцарії у сезоні 1898/99, де дійшов до фіналу турніру, після чого у 1904 і 1913 роках команда знову завоювала титул віце-чемпіона, але вилетіла з елітного дивізіону в 1932 році.
В наступні роки команда виступала виключно у нижчих лігах, рідко виходячи навіть до другого дивізіону. Натомість клуб відомий своєю молодіжною командою, через яку пройшли ряд майбутніх гравців національної збірної, зокрема Брель Емболо, Ерен Дердійок, Тімм Клозе, Леопольд Кільгольц та інші.